# Nasuconia guianensis
Nasuconia guianensis (лат.) — вид горбаток рода Nasuconia из подсемейства Darninae (Membracidae). Неотропика: Французская Гвиана.

## Описание
Мелкие равнокрылые насекомые (длина около 5 мм). Характеризуется следующими признаками: 1) преапикальная область заднего пронотального отростка расширена в три бугорка; (2) при дорсальном виде постеролатеральная область выступает за пределы плечевых углов; (3) поперечный шов отсутствует; (4) стилус с сильно изогнутым дорсо-апикальным краем; (5) переднеспинка с желтыми утолщениями. Общий цвет чёрный; глаза жёлтые, оцеллии чёрные; переднеспинка чёрная с жёлтыми участками; ноги и брюшко коричневые; поверхность головы морщинистая; голова, переднеспинка и ноги покрыты рассеянными желтыми волосками; переднеспинка с желтыми утолщениями, расположенными неравномерно.
Этот вид сходен с N. curculionoida, но отличается от него цветом и скульптурой переднеспинки, формой пронотума и отсутствием поперечного шва на переднем крыле.